# 梅克倫堡-施特雷利茨公國
梅克倫堡-施特雷利茨公國（德語：Herzogtum Mecklenburg-Strelitz）是德國北部的一個公國，由歷史上的梅克倫堡地區的東部五分之一組成，大致相當於今天的梅克伦堡-施特雷利茨县（前施塔加德勳爵領地），以及前拉策堡主教轄區位於現代石勒蘇益格-荷爾斯泰因州西部的飛地。在建立時，公國北接瑞屬波美拉尼亞，南接勃蘭登堡侯国。